# Smiler (álbum)
Smiler é o quinto álbum de estúdio do cantor Rod Stewart, lançado em Outubro de 1974.
É o último disco lançado sob o selo da Mercury Records, tendo mudado para a Warner Bros. Records.

## Faixas
Todas as faixas por Rod Stewart e Ronnie Wood, exceto onde anotado.
1. "Sweet Little Rock 'N' Roller" (Chuck Berry) – 3:43
2. "Lochinvar" (Pete Sears) – 0:25
3. "Farewell" (Martin Quittenton, Rod Stewart) – 4:34
4. "Sailor" – 3:35
5. "Bring It On Home To Me/You Send Me" (Sam Cooke) – 3:57
6. "Let Me Be Your Car" (Elton John, Bernie Taupin) – 4:56
7. "(You Make Me Feel Like) A Natural Man" (Gerry Goffin, Carole King, Jerry Wexler) – 3:54
8. "Dixie Toot" – 3:27
9. "Hard Road" (Harry Vanda, George Young) – 4:27
10. "I've Grown Accustomed To Her Face" [Instrumental] (Alan Jay Lerner, Frederic Loewe) – 1:32
11. "Girl from the North Country" (Bob Dylan) – 3:52
12. "Mine For Me" (Paul McCartney, Linda McCartney) – 4:02

## Paradas
| Paradas (1974) | Posição |
| -------------- | ------- |
| Billboard 200  | 13      |